# Kanton Béziers-1
Béziers-1 is een kanton van het Franse departement Hérault. Het kanton maakt deel uit van het arrondissement Béziers.
Het kanton omvatte tot 2014 uitsluitend het centrale deel van de gemeente Béziers.
Bij de herindeling van de kantons door het decreet van 26 februari 2014, met uitwerking op 22 maart 2015, werd dat kanton samengevoegd met het (oude) kanton Beziers-3 tot het nieuwe kanton Béziers-2.
Er werd een nieuw kanton Béziers-1 gevormd dat volgende gemeenten omvat:
- Béziers (zuidelijk deel)
- Lespignan
- Nissan-lez-Enserune
- Sérignan
- Valras-Plage
- Vendres